# Lista de membros da Royal Society eleitos em 2016
Esta página lista Membros da Royal Society eleitos em 2016.

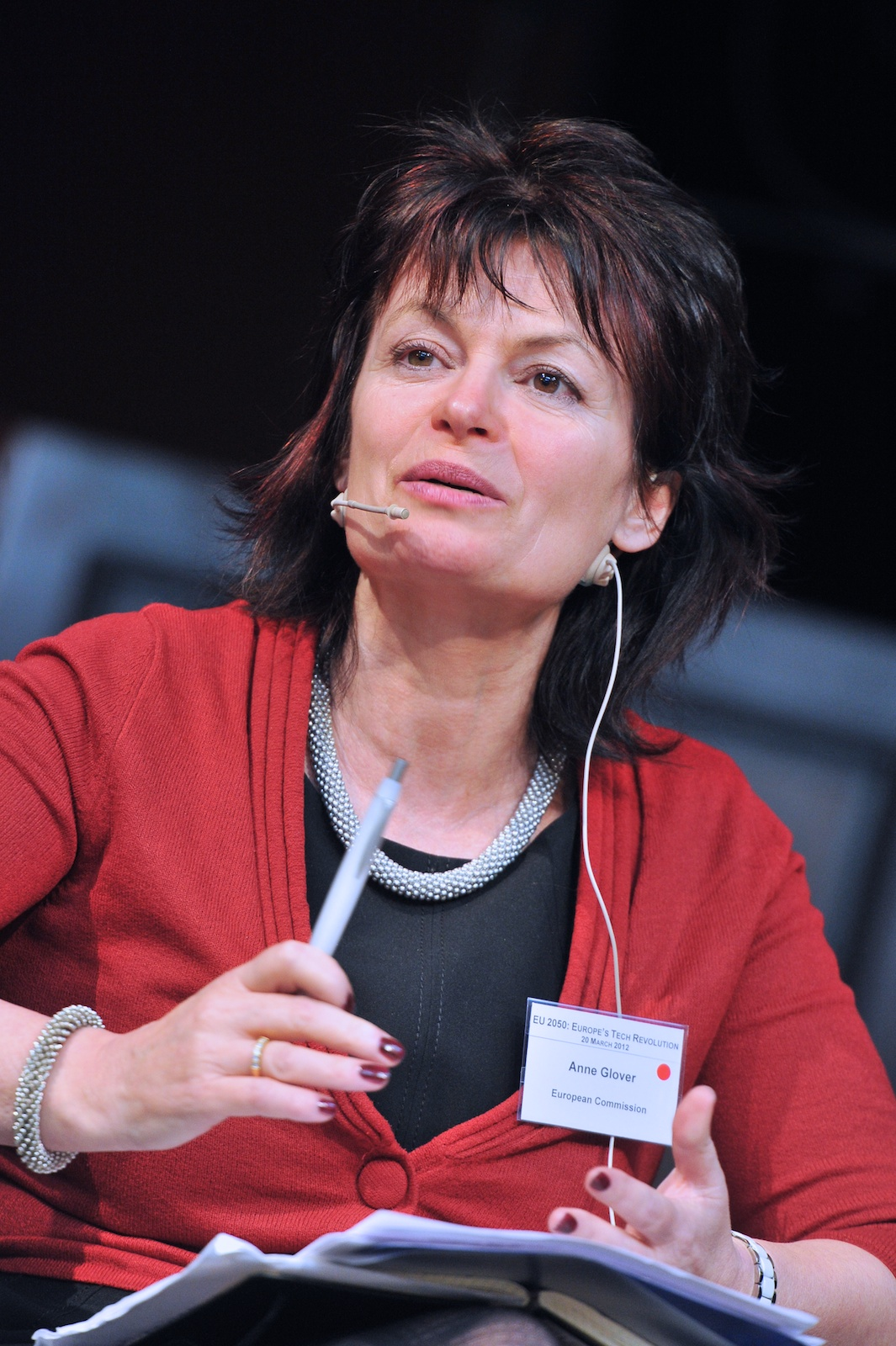
Dame Anne Glover FRS, biologista

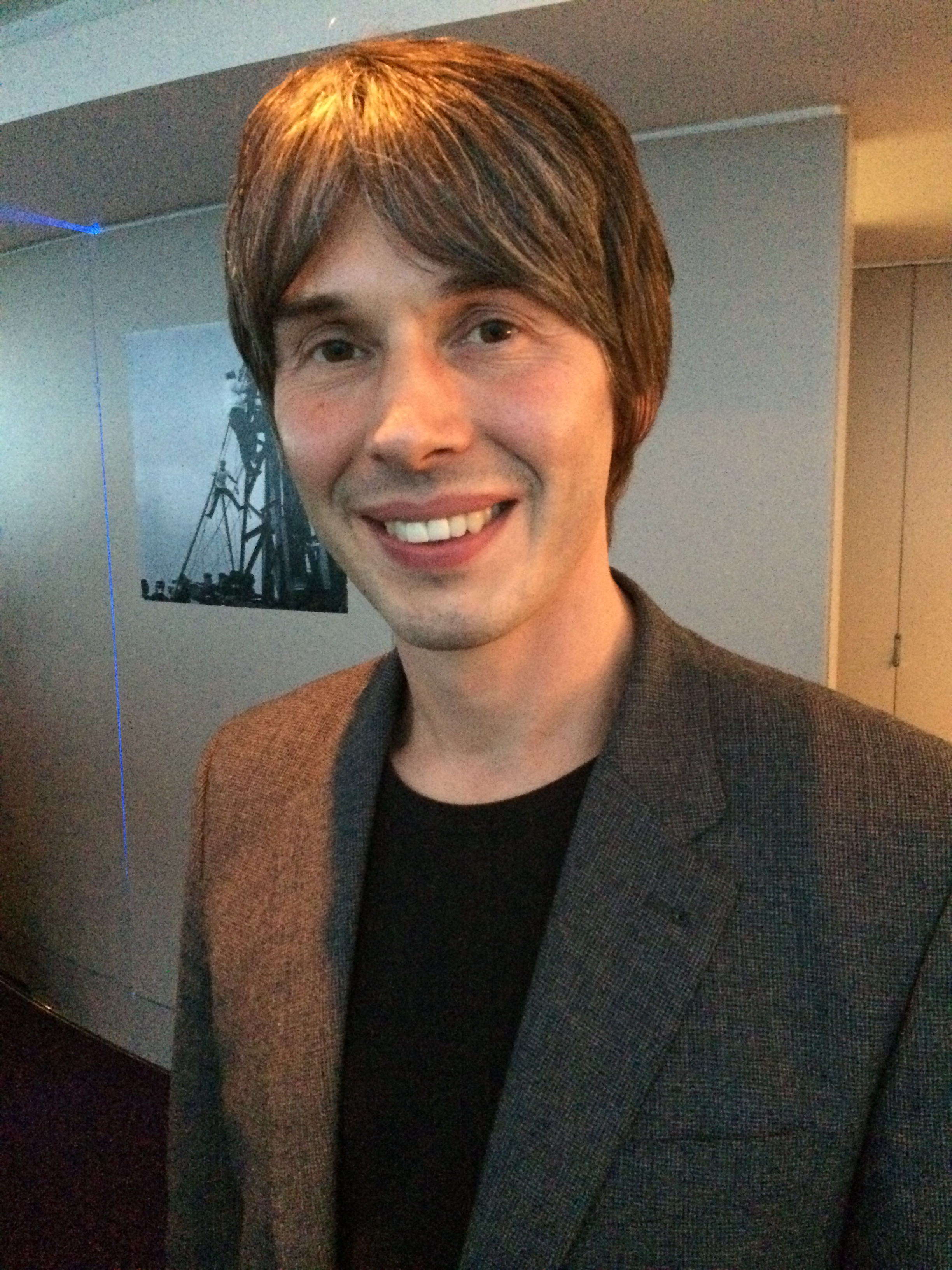
Professor Brian Cox FRS, físico

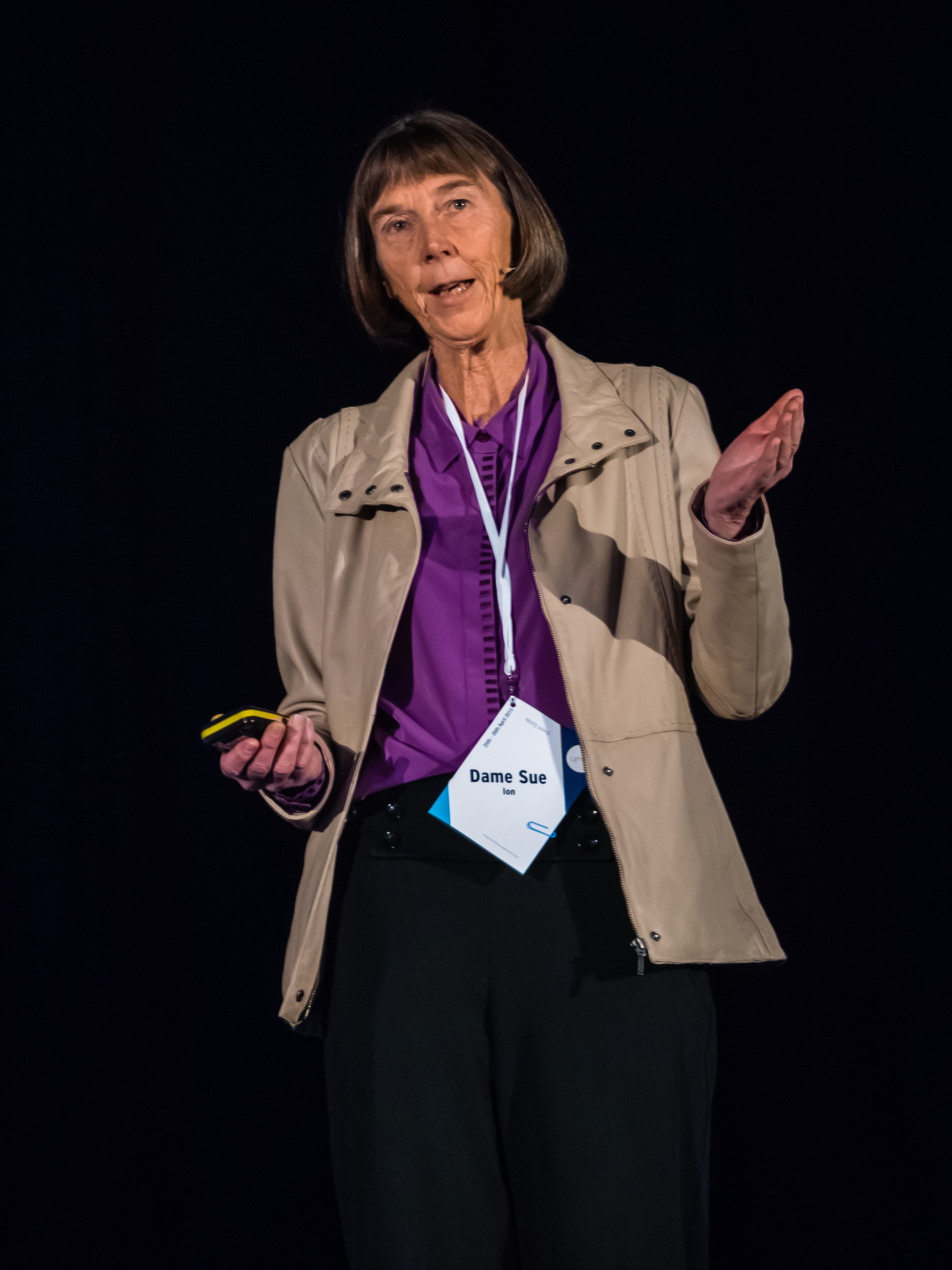
Dame Sue Ion FRS, engenheira

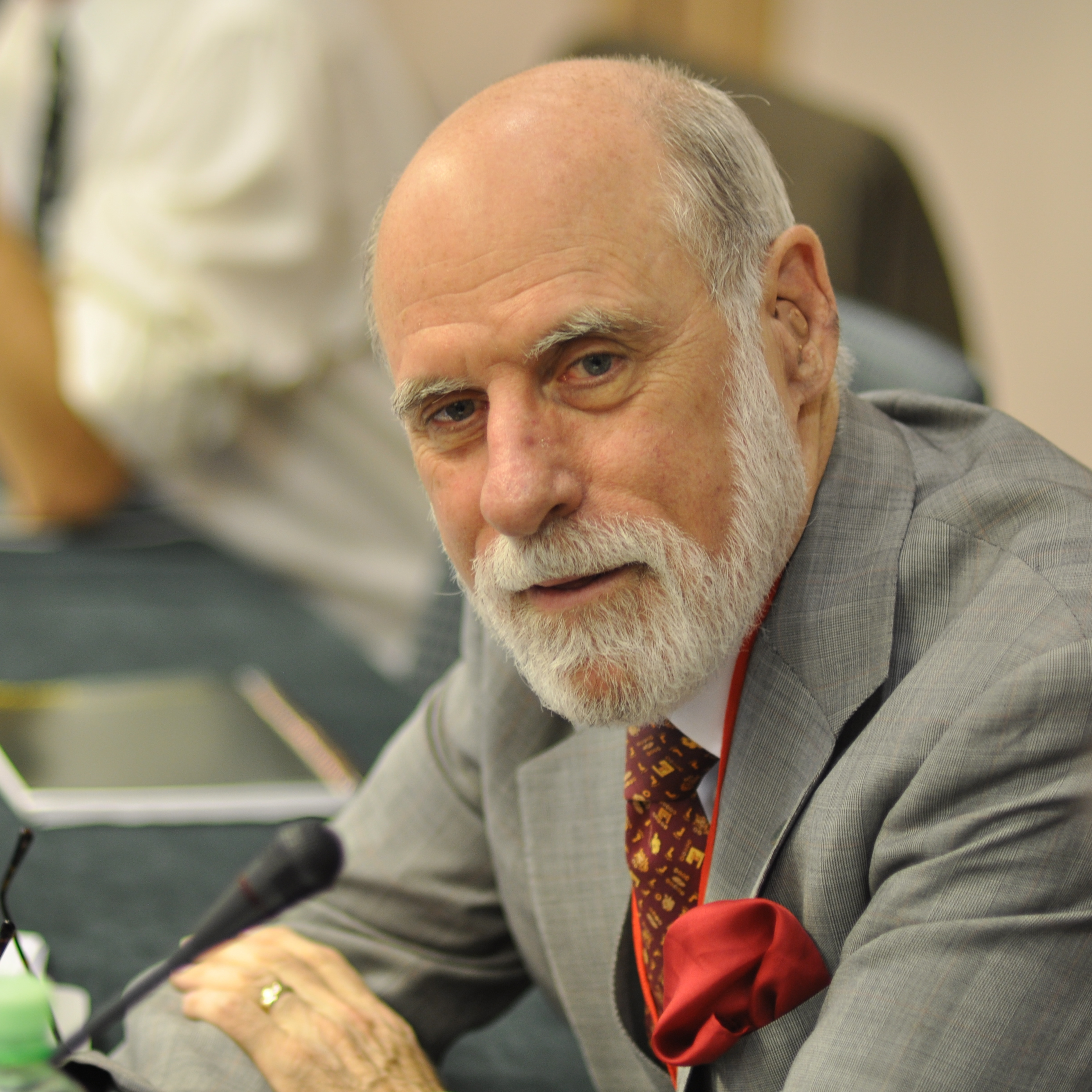
Vint Cerf ForMemRS, engenheiro

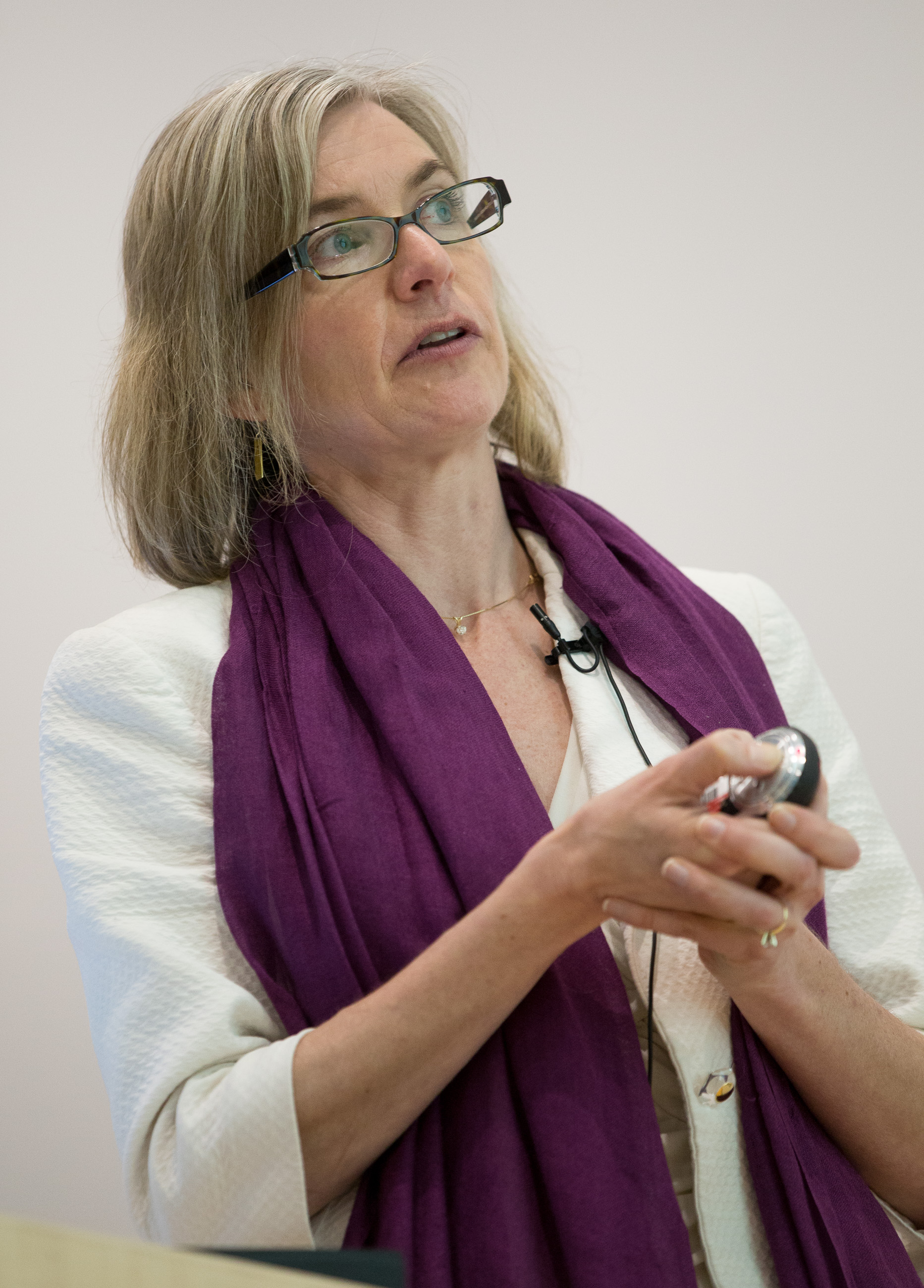
Professora Jennifer Doudna, ForMemRS, química

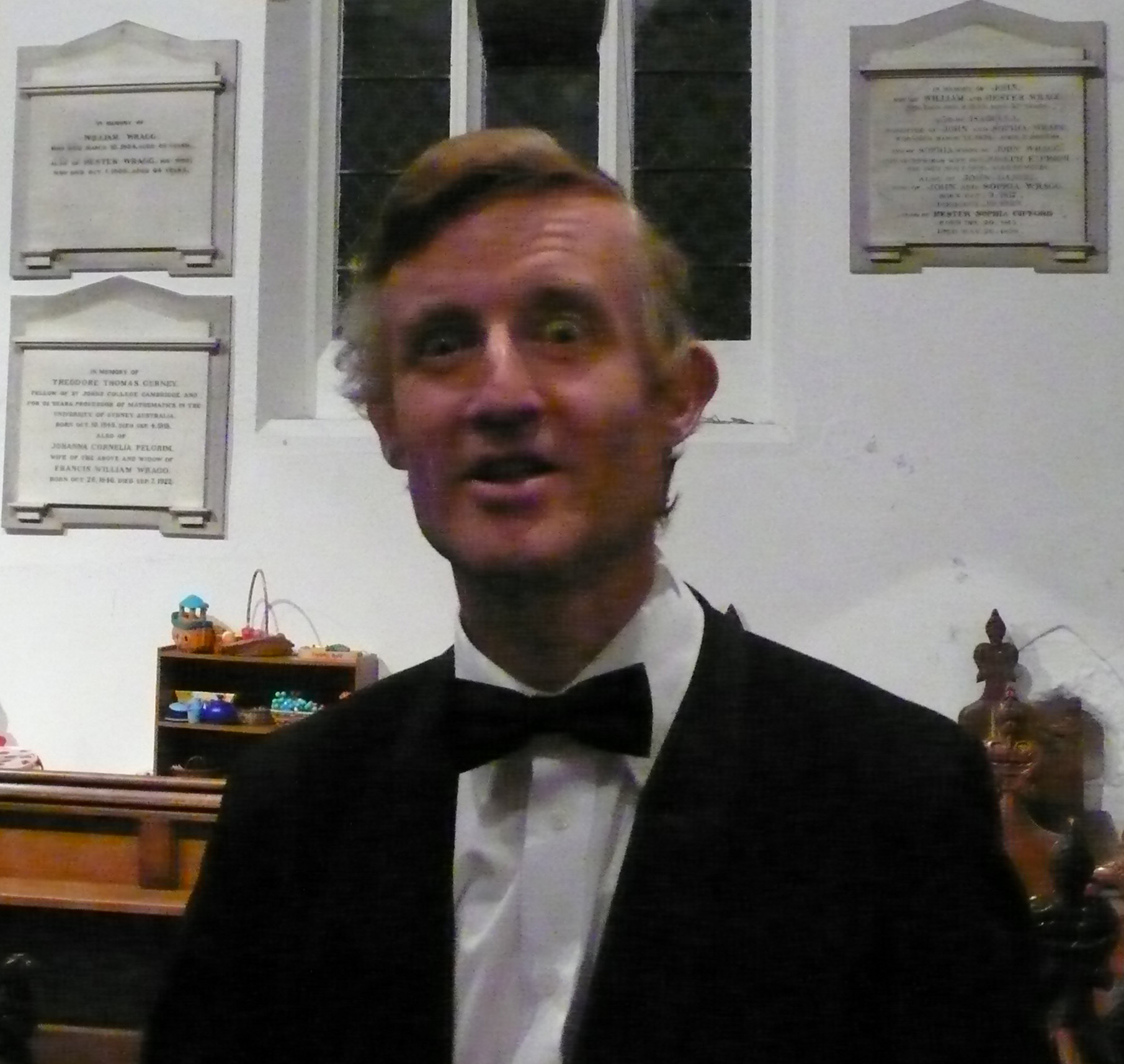
Professor Simon Peyton Jones, FRS, cientista da computação

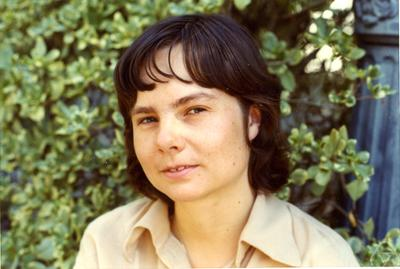
Professora Caroline Series, FRS, matemática

## Fellows of the Royal Society (FRS)
1. Chris Abell
2. Jas Pal Badyal
3. Steven Balbus
4. Polina Bayvel
5. Graham Bell
6. Martin Bridson
7. John Philip Burrows
8. Katharine Cashman
9. Sarah Cleaveland
10. James Collier
11. Alastair Compston
12. Brian Cox
13. Jack Cuzick
14. William David
15. Christl Donnelly
16. Marcus du Sautoy
17. James Scott Dunlop
18. Artur Ekert
19. Maria Fitzgerald
20. Antony Galione
21. Pratibha Gai
22. Harry Gilbert
23. Patrick Gill
24. Anne Glover
25. Neil Gow
26. Ian Alexander Graham
27. Richard Paul Harvey
28. Adrian Hayday
29. Ramanujan Hegde
30. David Hight
31. Sue Ion
32. Eugenia Kumacheva
33. Corinne Le Quéré
34. Mark Andrew Lemmon
35. David Lodge
36. Eleanor Maguire
37. Lakshminarayanan Mahadevan
38. Gilean McVean
39. Russell Edward Morris
40. Luke O'Neill
41. Simon Peyton Jones
42. Jonathon Pines
43. James Ivor Prosser
44. Sriram Ramaswamy
45. Caroline Series
46. Ted Shepherd
47. Alison Mary Smith
48. David John Wales
49. Philip John Withers
50. Paul Workman

## Honorary Fellows
1. Adair Turner

## Foreign Members of the Royal Society (ForMemRS)
1. Robert Cava
2. Vint Cerf
3. Mark Morris Davis
4. Jennifer Doudna
5. Gerd Faltings
6. John Michael Hayes
7. Svante Pääbo
8. Pasko Rakic
9. Rino Rappuoli
10. Ellen Williams